# Slowakische Badmintonmeisterschaft 1964
Die Slowakische Badmintonmeisterschaft 1964 war die dritte (inoffizielle) Auflage der Titelkämpfe im Badminton in der Slowakei. Sie fand vom 19. bis zum 20. Dezember 1964 in Košice statt.

## Medaillengewinner
| Disziplin    | Gold                           | Silber                       | Bronze                        |
| ------------ | ------------------------------ | ---------------------------- | ----------------------------- |
| Herreneinzel | Jaroslav Kozák                 | Jozef Koňařík                | Cyril Konečný                 |
| Dameneinzel  | Mária Beerová                  | Ľubica Žitňanová             | Gabriela Kaščáková            |
| Herrendoppel | Jaroslav Kozák Jozef Koňařík   | Cyril Konečný Štefan Kováč   | Peter Jacina Jozef Žuffa      |
| Mixed        | Jozef Koňařík Ľubica Žitňanová | Jaroslav Kozák Mária Beerová | Cyril Konečný Ilona Pavelková |